# Adrien Deghelt
Adrien Deghelt (né le 10 mai 1985 à Namur) est un sprinteur belge, spécialiste du 110 mètres haies.

## Carrière
Le 4 mars 2011, Adrien Deghelt remporte la médaille de bronze du 60 m haies à l'occasion des Championnats d'Europe de Paris. Devancé par le Tchèque Petr Svoboda et par le Français Garfield Darien, il améliore de trois centièmes de seconde son record personnel en réalisant le temps de 7 s 57.

### Palmarès
| Date | Compétition                    | Lieu     | Place | Épreuve     |
| ---- | ------------------------------ | -------- | ----- | ----------- |
| 2007 | Championnats d'Europe espoirs  | Debrecen | 2e    | 110 m haies |
| 2011 | Championnats d'Europe en salle | Paris    | 3e    | 60 m haies  |

### Records
| Épreuve                    | Performance | Lieu    | Date        |
| -------------------------- | ----------- | ------- | ----------- |
| 110 mètres haies           | 13 s 42     | Londres | 8 août 2012 |
| 60 mètres haies (en salle) | 7 s 57      | Paris   | 4 mars 2011 |